# Matlak (nazwisko)
Matlak (forma żeńska: Matlak/Matlakowa/Matlakówna; liczba mnoga: Matlakowie) – polskie nazwisko. Na początku lat 90. XX wieku w Polsce nosiło je 1431 osób.

## Znani Matlakowie
- Grzegorz Matlak (1973) – polski piłkarz nożny
- Jerzy Matlak (ur. 1945) – polski trener siatkarski
- Marek Matlak (ur. 1966) – polski szachista i trener szachowy
- Władysław Matlak (ur. 1939) – polski polityk, poseł na Sejm PRL IX kadencji